# Chelgarde
Chelgarde (em árabe: چلگرد; romaniz.: Chelgard) é uma localidade iraniana da província de Chaharmahal e Bactiari, condado de Curangue. Segundo censo de 2016, havia 2 989 habitantes.